# 1. ŽNL Vukovarsko-srijemska 2003./04.
1. ŽNL Vukovarsko-srijemska u sezoni 2003./04. je brojala 16 klubova. Prvenstvo se igralo dvokružno, a prvak bi stekao pravo igranja kvalifikacionih utakmica s prvakom 1. ŽNL Brodsko-posavske, 1. ŽNL Osječko-baranjske ili 1. ŽNL Požeško-slavonske, gdje bi pobjednik u sljedećoj sezoni nastupao u 3. HNL – Istok. Iz lige bi u 2. ŽNL Vukovarsko-srijemsku ispao posljednjeplasirani klub, dok bi u slučaju neuspješnih kvalifikacija za 3. HNL, iz lige ispao i pretposljednji klub.
Prvenstvo je osvojio NK Vuteks-Sloga Vukovar, ali se nije uspio kvalificirati u 3. HNL – Istok, jer je u dvomeču izgubio od NK Croatia Đakovo. Iz lige su ispali NK Hajduk Tovarnik i NK Borac Kalistović Drenovci.

## Tablica
| Mj. | Klub                              | Sus. | Pobj. | Nerj. | Por. | GR.   | Bod. |
| --- | --------------------------------- | ---- | ----- | ----- | ---- | ----- | ---- |
| 1.  | NK Vuteks-Sloga Vukovar           | 30   | 19    | 6     | 5    | 53:25 | 63   |
| 2.  | NK Sladorana Županja              | 30   | 18    | 5     | 7    | 71:37 | 59   |
| 3.  | NK Nosteria Nuštar                | 30   | 14    | 7     | 9    | 59:47 | 49   |
| 4.  | NK Tomislav Cerna                 | 30   | 13    | 5     | 12   | 60:60 | 44   |
| 5.  | NK Lovor Nijemci                  | 30   | 13    | 5     | 12   | 52:53 | 44   |
| 6.  | NK Zrinski Asteroid Bošnjaci      | 30   | 13    | 3     | 14   | 55:52 | 42   |
| 7.  | NK Frankopan Rokovci-Andrijaševci | 30   | 10    | 10    | 10   | 49:57 | 40   |
| 8.  | HNK Fruškogorac Ilok              | 30   | 11    | 6     | 13   | 52:50 | 39   |
| 9.  | NK Borac Bobota                   | 30   | 11    | 6     | 13   | 42:45 | 39   |
| 10. | NK Bedem Ivankovo                 | 30   | 11    | 6     | 13   | 48:52 | 39   |
| 11. | NK HAŠK Jadran Stari Jankovci     | 30   | 11    | 6     | 13   | 55:61 | 39   |
| 12. | NK Sremac Ilača                   | 30   | 11    | 6     | 13   | 43:56 | 39   |
| 13. | NK Mladost Antin                  | 30   | 10    | 8     | 12   | 55:55 | 38   |
| 14. | NK Sinđelić Trpinja               | 30   | 12    | 2     | 16   | 44:53 | 38   |
| 15. | NK Hajduk Tovarnik                | 30   | 11    | 4     | 15   | 51:60 | 37   |
| 16. | NK Borac Kalistović Drenovci      | 30   | 7     | 5     | 18   | 47:73 | 26   |

## Rezultati
| NK Sremac Ilača - NK Lovor Nijemci 1:2 NK Vuteks-Sloga Vukovar - NK HAŠK Jadran Stari Jankovci 1:0 NK Zrinski Asteroid Bošnjaci - NK Frankopan Rokovci-Andrijaševci 4:1 NK Borac Kalistović Drenovci - NK Sinđelić Trpinja 2:0 NK Borac Bobota - NK Tomislav Cerna 1:2 NK Sladorana Županja - NK Bedem Ivankovo 3:2 HNK Fruškogorac Ilok - NK Hajduk Tovarnik 1:2 NK Nosteria Nuštar - NK Mladost Antin 3:1 | NK Nosteria Nuštar - HNK Fruškogorac Ilok 4:0 NK Hajduk Tovarnik - NK Sladorana Županja 4:2 NK Bedem Ivankovo - NK Borac Bobota 0:1 NK Tomislav Cerna - NK Borac Kalistović Drenovci 4:2 NK Sinđelić Trpinja - NK Zrinski Asteroid Bošnjaci 1:0 NK Frankopan Rokovci-Andrijaševci - NK Vuteks-Sloga Vukovar 1:4 NK HAŠK Jadran Stari Jankovci - NK Sremac Ilača 2:0 NK Mladost Antin - NK Lovor Nijemci 1:2 | NK Sladorana Županja - NK Nosteria Nuštar 3:1 NK Borac Bobota - NK Hajduk Tovarnik 2:1 NK Borac Kalistović Drenovci - NK Bedem Ivankovo 2:3 NK Zrinski Asteroid Bošnjaci - NK Tomislav Cerna 3:2 NK Vuteks-Sloga Vukovar - NK Sinđelić Trpinja 4:0 NK Sremac Ilača - NK Frankopan Rokovci-Andrijaševci 2:1 NK Lovor Nijemci - NK HAŠK Jadran Stari Jankovci 1:0 HNK Fruškogorac Ilok - NK Mladost Antin 1:2 |
| NK Nosteria Nuštar - NK Borac Bobota 2:0 HNK Fruškogorac Ilok - NK Sladorana Županja 1:1 NK Hajduk Tovarnik - NK Borac Kalistović Drenovci 6:1 NK Bedem Ivankovo - NK Zrinski Asteroid Bošnjaci 2:1 NK Tomislav Cerna - NK Vuteks-Sloga Vukovar 4:1 NK Sinđelić Trpinja - NK Sremac Ilača 1:2 NK Frankopan Rokovci-Andrijaševci - NK Lovor Nijemci 4:0 NK Mladost Antin - NK HAŠK Jadran Stari Jankovci 2:3 | NK Borac Kalistović Drenovci - NK Nosteria Nuštar 4:2 NK Borac Bobota - HNK Fruškogorac Ilok 2:1 NK Zrinski Asteroid Bošnjaci - NK Hajduk Tovarnik 4:2 NK Vuteks-Sloga Vukovar - NK Bedem Ivankovo 2:0 NK Sremac Ilača - NK Tomislav Cerna 3:1 NK Lovor Nijemci - NK Sinđelić Trpinja 4:1 NK HAŠK Jadran Stari Jankovci - NK Frankopan Rokovci-Andrijaševci 1:4 NK Sladorana Županja - NK Mladost Antin 3:1 | NK Nosteria Nuštar - NK Zrinski Asteroid Bošnjaci 3:2 HNK Fruškogorac Ilok - NK Borac Kalistović Drenovci 5:1 NK Sladorana Županja - NK Borac Bobota 2:0 NK Hajduk Tovarnik - NK Vuteks-Sloga Vukovar 0:2 NK Bedem Ivankovo - NK Sremac Ilača 1:3 NK Tomislav Cerna - NK Lovor Nijemci 1:2 NK Sinđelić Trpinja - NK HAŠK Jadran Stari Jankovci 2:2 NK Mladost Antin - NK Frankopan Rokovci-Andrijaševci 1:1 |
| NK Vuteks-Sloga Vukovar - NK Nosteria Nuštar 0:0 NK Zrinski Asteroid Bošnjaci - HNK Fruškogorac Ilok 1:0 NK Borac Kalistović Drenovci - NK Sladorana Županja 0:3 NK Sremac Ilača - NK Hajduk Tovarnik 0:0 NK Lovor Nijemci - NK Bedem Ivankovo 1:2 NK HAŠK Jadran Stari Jankovci - NK Tomislav Cerna 4:3 NK Frankopan Rokovci-Andrijaševci - NK Sinđelić Trpinja 3:1 NK Borac Bobota - NK Mladost Antin 1:1 | NK Nosteria Nuštar - NK Sremac Ilača 2:0 HNK Fruškogorac Ilok - NK Vuteks-Sloga Vukovar 0:1 NK Sladorana Županja - NK Zrinski Asteroid Bošnjaci 3:1 NK Borac Bobota - NK Borac Kalistović Drenovci 3:0 NK Hajduk Tovarnik - NK Lovor Nijemci 2:2 NK Bedem Ivankovo - NK HAŠK Jadran Stari Jankovci 3:1 NK Tomislav Cerna - NK Frankopan Rokovci-Andrijaševci 2:0 NK Mladost Antin - NK Sinđelić Trpinja 1:4 | NK Lovor Nijemci - NK Nosteria Nuštar 2:0 NK Sremac Ilača - HNK Fruškogorac Ilok 3:2 NK Vuteks-Sloga Vukovar - NK Sladorana Županja 1:0 NK Zrinski Asteroid Bošnjaci - NK Borac Bobota 2:0 NK HAŠK Jadran Stari Jankovci - NK Hajduk Tovarnik 4:1 NK Frankopan Rokovci-Andrijaševci - NK Bedem Ivankovo 2:1 NK Sinđelić Trpinja - NK Tomislav Cerna 2:1 NK Borac Kalistović Drenovci - NK Mladost Antin 1:1 |
| NK Nosteria Nuštar - NK HAŠK Jadran Stari Jankovci 2:2 HNK Fruškogorac Ilok - NK Lovor Nijemci 2:1 NK Sladorana Županja - NK Sremac Ilača 4:1 NK Borac Bobota - NK Vuteks-Sloga Vukovar 1:2 NK Borac Kalistović Drenovci - NK Zrinski Asteroid Bošnjaci 2:3 NK Hajduk Tovarnik - NK Frankopan Rokovci-Andrijaševci 2:2 NK Bedem Ivankovo - NK Sinđelić Trpinja 1:0 NK Mladost Antin - NK Tomislav Cerna 2:2 | NK Frankopan Rokovci-Andrijaševci - NK Nosteria Nuštar 2:2 NK HAŠK Jadran Stari Jankovci - HNK Fruškogorac Ilok 1:0 NK Lovor Nijemci - NK Sladorana Županja 3:0 NK Sremac Ilača - NK Borac Bobota 2:2 NK Vuteks-Sloga Vukovar - NK Borac Kalistović Drenovci 3:1 NK Sinđelić Trpinja - NK Hajduk Tovarnik 2:0 NK Tomislav Cerna - NK Bedem Ivankovo 2:2 NK Zrinski Asteroid Bošnjaci - NK Mladost Antin 3:0 | NK Nosteria Nuštar - NK Sinđelić Trpinja 3:0 HNK Fruškogorac Ilok - NK Frankopan Rokovci-Andrijaševci 1:1 NK Sladorana Županja - NK HAŠK Jadran Stari Jankovci 2:0 NK Borac Bobota - NK Lovor Nijemci 2:2 NK Borac Kalistović Drenovci - NK Sremac Ilača 3:3 NK Zrinski Asteroid Bošnjaci - NK Vuteks-Sloga Vukovar 1:1 NK Hajduk Tovarnik - NK Tomislav Cerna 5:3 NK Mladost Antin - NK Bedem Ivankovo 3:1 |
| NK Tomislav Cerna - NK Nosteria Nuštar 3:1 NK Sinđelić Trpinja - HNK Fruškogorac Ilok 3:2 NK Frankopan Rokovci-Andrijaševci - NK Sladorana Županja 2:2 NK HAŠK Jadran Stari Jankovci - NK Borac Bobota 2:2 NK Lovor Nijemci - NK Borac Kalistović Drenovci 3:1 NK Sremac Ilača - NK Zrinski Asteroid Bošnjaci 1:1 NK Bedem Ivankovo - NK Hajduk Tovarnik 3:1 NK Vuteks-Sloga Vukovar - NK Mladost Antin 0:0 | NK Nosteria Nuštar - NK Bedem Ivankovo 5:4 HNK Fruškogorac Ilok - NK Tomislav Cerna 3:1 NK Sladorana Županja - NK Sinđelić Trpinja 1:0 NK Borac Bobota - NK Frankopan Rokovci-Andrijaševci 1:2 NK Borac Kalistović Drenovci - NK HAŠK Jadran Stari Jankovci 4:3 NK Zrinski Asteroid Bošnjaci - NK Lovor Nijemci 2:0 NK Vuteks-Sloga Vukovar - NK Sremac Ilača 2:1 NK Mladost Antin - NK Hajduk Tovarnik 2:0 | NK Hajduk Tovarnik - NK Nosteria Nuštar 1:0 NK Bedem Ivankovo - HNK Fruškogorac Ilok 2:2 NK Tomislav Cerna - NK Sladorana Županja 0:3 NK Sinđelić Trpinja - NK Borac Bobota 0:2 NK Frankopan Rokovci-Andrijaševci - NK Borac Kalistović Drenovci 4:1 NK HAŠK Jadran Stari Jankovci - NK Zrinski Asteroid Bošnjaci 4:2 NK Lovor Nijemci - NK Vuteks-Sloga Vukovar 0:0 NK Sremac Ilača - NK Mladost Antin 2:1 |
| NK Lovor Nijemci - NK Sremac Ilača 1:0 NK HAŠK Jadran Stari Jankovci - NK Vuteks-Sloga Vukovar 2:2 NK Frankopan Rokovci-Andrijaševci - NK Zrinski Asteroid Bošnjaci 2:0 NK Sinđelić Trpinja - NK Borac Kalistović Drenovci 2:0 NK Tomislav Cerna - NK Borac Bobota 2:1 NK Bedem Ivankovo - NK Sladorana Županja 3:0 NK Hajduk Tovarnik - HNK Fruškogorac Ilok 0:2 NK Mladost Antin - NK Nosteria Nuštar 3:2 | HNK Fruškogorac Ilok - NK Nosteria Nuštar 0:1 NK Sladorana Županja - NK Hajduk Tovarnik 4:0 NK Borac Bobota - NK Bedem Ivankovo 1:0 NK Borac Kalistović Drenovci - NK Tomislav Cerna 1:1 NK Zrinski Asteroid Bošnjaci - NK Sinđelić Trpinja 1:0 NK Vuteks-Sloga Vukovar - NK Frankopan Rokovci-Andrijaševci 3:0 NK Sremac Ilača - NK HAŠK Jadran Stari Jankovci 2:0 NK Lovor Nijemci - NK Mladost Antin 0:1 | NK Nosteria Nuštar - NK Sladorana Županja 1:1 NK Hajduk Tovarnik - NK Borac Bobota 2:0 NK Bedem Ivankovo - NK Borac Kalistović Drenovci 1:1 NK Tomislav Cerna - NK Zrinski Asteroid Bošnjaci 4:2 NK Sinđelić Trpinja - NK Vuteks-Sloga Vukovar 1:4 NK Frankopan Rokovci-Andrijaševci - NK Sremac Ilača 2:0 NK HAŠK Jadran Stari Jankovci - NK Lovor Nijemci 4:1 NK Mladost Antin - HNK Fruškogorac Ilok 3:3 |
| NK Borac Bobota - NK Nosteria Nuštar 3:2 NK Sladorana Županja - HNK Fruškogorac Ilok 3:1 NK Borac Kalistović Drenovci - NK Hajduk Tovarnik 2:1 NK Zrinski Asteroid Bošnjaci - NK Bedem Ivankovo 0:1 NK Vuteks-Sloga Vukovar - NK Tomislav Cerna 2:0 NK Sremac Ilača - NK Sinđelić Trpinja 4:0 NK Lovor Nijemci - NK Frankopan Rokovci-Andrijaševci 5:2 NK HAŠK Jadran Stari Jankovci - NK Mladost Antin 1:0 | NK Nosteria Nuštar - NK Borac Kalistović Drenovci 2:0 HNK Fruškogorac Ilok - NK Borac Bobota 5:2 NK Hajduk Tovarnik - NK Zrinski Asteroid Bošnjaci 2:0 NK Bedem Ivankovo - NK Vuteks-Sloga Vukovar 3:0 NK Tomislav Cerna - NK Sremac Ilača 2:0 NK Sinđelić Trpinja - NK Lovor Nijemci 5:1 NK Frankopan Rokovci-Andrijaševci - NK HAŠK Jadran Stari Jankovci 1:1 NK Mladost Antin - NK Sladorana Županja 2:3 | NK Zrinski Asteroid Bošnjaci - NK Nosteria Nuštar 1:4 NK Borac Kalistović Drenovci - HNK Fruškogorac Ilok 1:0 NK Borac Bobota - NK Sladorana Županja 2:1 NK Vuteks-Sloga Vukovar - NK Hajduk Tovarnik 4:0 NK Sremac Ilača - NK Bedem Ivankovo 2:0 NK Lovor Nijemci - NK Tomislav Cerna 2:1 NK HAŠK Jadran Stari Jankovci - NK Sinđelić Trpinja 2:1 NK Frankopan Rokovci-Andrijaševci - NK Mladost Antin 2:2 |
| NK Nosteria Nuštar - NK Vuteks-Sloga Vukovar 1:0 HNK Fruškogorac Ilok - NK Zrinski Asteroid Bošnjaci 2:1 NK Sladorana Županja - NK Borac Kalistović Drenovci 3:1 NK Hajduk Tovarnik - NK Sremac Ilača 3:2 NK Bedem Ivankovo - NK Lovor Nijemci 2:2 NK Tomislav Cerna - NK HAŠK Jadran Stari Jankovci 2:1 NK Sinđelić Trpinja - NK Frankopan Rokovci-Andrijaševci 4:0 NK Mladost Antin - NK Borac Bobota 3:1 | NK Sremac Ilača - NK Nosteria Nuštar 1:1 NK Vuteks-Sloga Vukovar - HNK Fruškogorac Ilok 1:0 NK Zrinski Asteroid Bošnjaci - NK Sladorana Županja 2:2 NK Borac Kalistović Drenovci - NK Borac Bobota 4:0 NK Lovor Nijemci - NK Hajduk Tovarnik 4:2 NK HAŠK Jadran Stari Jankovci - NK Bedem Ivankovo 4:0 NK Frankopan Rokovci-Andrijaševci - NK Tomislav Cerna 0:1 NK Sinđelić Trpinja - NK Mladost Antin 3:2 | NK Nosteria Nuštar - NK Lovor Nijemci 2:1 HNK Fruškogorac Ilok - NK Sremac Ilača 2:1 NK Sladorana Županja - NK Vuteks-Sloga Vukovar 1:0 NK Borac Bobota - NK Zrinski Asteroid Bošnjaci 3:0 NK Hajduk Tovarnik - NK HAŠK Jadran Stari Jankovci 4:2 NK Bedem Ivankovo - NK Frankopan Rokovci-Andrijaševci 0:1 NK Tomislav Cerna - NK Sinđelić Trpinja 3:2 NK Mladost Antin - NK Borac Kalistović Drenovci 4:2 |
| NK HAŠK Jadran Stari Jankovci - NK Nosteria Nuštar 3:3 NK Lovor Nijemci - HNK Fruškogorac Ilok 2:3 NK Sremac Ilača - NK Sladorana Županja 2:1 NK Vuteks-Sloga Vukovar - NK Borac Bobota 3:1 NK Zrinski Asteroid Bošnjaci - NK Borac Kalistović Drenovci 2:1 NK Frankopan Rokovci-Andrijaševci - NK Hajduk Tovarnik 1:0 NK Sinđelić Trpinja - NK Bedem Ivankovo 4:1 NK Tomislav Cerna - NK Mladost Antin 3:0 | NK Nosteria Nuštar - NK Frankopan Rokovci-Andrijaševci 4:2 HNK Fruškogorac Ilok - NK HAŠK Jadran Stari Jankovci 2:1 NK Sladorana Županja - NK Lovor Nijemci 2:2 NK Borac Bobota - NK Sremac Ilača 4:1 NK Borac Kalistović Drenovci - NK Vuteks-Sloga Vukovar 1:2 NK Hajduk Tovarnik - NK Sinđelić Trpinja 4:2 NK Bedem Ivankovo - NK Tomislav Cerna 2:1 NK Mladost Antin - NK Zrinski Asteroid Bošnjaci 5:1 | NK Sinđelić Trpinja - NK Nosteria Nuštar 1:0 NK Frankopan Rokovci-Andrijaševci - HNK Fruškogorac Ilok 3:3 NK HAŠK Jadran Stari Jankovci - NK Sladorana Županja 0:3 NK Lovor Nijemci - NK Borac Bobota 1:0 NK Sremac Ilača - NK Borac Kalistović Drenovci 2:1 NK Vuteks-Sloga Vukovar - NK Zrinski Asteroid Bošnjaci 1:0 NK Tomislav Cerna - NK Hajduk Tovarnik 4:2 NK Bedem Ivankovo - NK Mladost Antin 3:3 |
| NK Nosteria Nuštar - NK Tomislav Cerna 3:3 HNK Fruškogorac Ilok - NK Sinđelić Trpinja 2:0 NK Sladorana Županja - NK Frankopan Rokovci-Andrijaševci 8:2 NK Borac Bobota - NK HAŠK Jadran Stari Jankovci 4:0 NK Borac Kalistović Drenovci - NK Lovor Nijemci 4:2 NK Zrinski Asteroid Bošnjaci - NK Sremac Ilača 7:0 NK Hajduk Tovarnik - NK Bedem Ivankovo 0:0 NK Mladost Antin - NK Vuteks-Sloga Vukovar 3:2 | NK Bedem Ivankovo - NK Nosteria Nuštar 2:0 NK Tomislav Cerna - HNK Fruškogorac Ilok 2:2 NK Sinđelić Trpinja - NK Sladorana Županja 2:1 NK Frankopan Rokovci-Andrijaševci - NK Borac Bobota 0:0 NK HAŠK Jadran Stari Jankovci - NK Borac Kalistović Drenovci 4:2 NK Lovor Nijemci - NK Zrinski Asteroid Bošnjaci 2:3 NK Sremac Ilača - NK Vuteks-Sloga Vukovar 2:2 NK Hajduk Tovarnik - NK Mladost Antin 2:0 | NK Nosteria Nuštar - NK Hajduk Tovarnik 3:2 HNK Fruškogorac Ilok - NK Bedem Ivankovo 4:3 NK Sladorana Županja - NK Tomislav Cerna 6:0 NK Borac Bobota - NK Sinđelić Trpinja 0:0 NK Borac Kalistović Drenovci - NK Frankopan Rokovci-Andrijaševci 1:1 NK Zrinski Asteroid Bošnjaci - NK HAŠK Jadran Stari Jankovci 5:1 NK Vuteks-Sloga Vukovar - NK Lovor Nijemci 3:1 NK Mladost Antin - NK Sremac Ilača 5:0 |

## Kvalifikacije za 3. HNL – Istok
12. lipnja 2004.: NK Vuteks-Sloga Vukovar - NK Croatia Đakovo 1:1
19. lipnja 2004.: NK Croatia Đakovo - NK Vuteks-Sloga Vukovar 3:0
U 3. HNL – Istok se plasirala NK Croatia Đakovo.